# IC 905
IC 905 је галаксија у сазвјежђу Волар која се налази на листи објеката дубоког неба у Индекс каталогу.
Деклинација објекта је + 23° 8' 36" а ректасцензија 13h 40m 2,8s. Привидна величина (магнитуда) објекта IC 905 износи 14,3 а фотографска магнитуда 15,3. IC 905 је још познат и под ознакама MCG 4-32-20, CGCG 131-19, NPM1G +23.0330, IRAS 13376+2323, PGC 48349.